# Felső-forrási-barlang
A Felső-forrási-barlang a Bükki Nemzeti Park területén lévő Miskolcon található. Magyarország fokozottan védett barlangjai közül az egyik. A barlangból előkerültek régészeti leletek. Turista útikalauzokban is szerepel az üreg.

## Leírás
A bükk-fennsíki Kis-fennsíkon, a Forrás-völgyben nyílik. A Felső-forrás felett, körülbelül 26 méterre, egy sziklafal aljában található. A Bronzika-barlanggal egy szintben van a nagy, körülbelül hat méter széles és körülbelül négy méter magas bejárata. A barlang egy pusztuló forrásbarlang. Belül 15 méternyire is kiszélesedik. A térképe megtévesztő, mert azon a bejárata szélesebbnek van ábrázolva mint a belseje. Az elágazó barlang nagyon feltöltődött törmelékkel és nyolc helyen nyílik a felszínre a bejáratán kívül. Ebből a nyolc kürtőből három nagy átmérőjű, ötnek pedig szűk a keresztmetszete.
Triász mészkőben jött létre. A kialakulásában valószínűleg a Kaszás-kúti-patak is szerepet játszott, amelynek vize a Lilla-barlang kialakulása előtt, a Felső-forrási-barlang kürtőin keresztül jutott be a föld alá és a Forrás-völgyben került a felszínre megint. A függőleges kiterjedése és a magassága 15 méter, a vízszintes kiterjedése 34 méter. A csarnokszerű járatban jól megfigyelhető a barlangfejlődés, de leginkább a barlang pusztulása. Szabadon látogatható.
Az ásatásakor sok újkőkorszaki, a bükki kultúrába sorolt cserépedény töredéken kívül, egy barlangi medve ujjperc is előkerült. Egy szürke, kalcedonból készült, jól megmunkált, őskőkorszaki vakarót is találtak az ásatáskor.
1976-ban volt először Felső-forrási-barlangnak nevezve a barlang az irodalmában. Előfordul a barlang az irodalmában Felsőforrási I. (Kuchta 1958), Felső-forrási I.sz. barlang (Mészáros 1975), Felsőforrási-barlang (Jakucs, Kessler 1962), Felső-forrási barlang (Örvös 1962), Felső-forrási “kürtős” barlang (Várszegi 1979), Felső-forrási-rombarlang (Lénárt 1979), Felső-forrástöbri-barlang (Bajomi 1977), Forrás-völgyi-barlang (Bertalan, Schőnviszky 1973–1974), Forrásvölgyi-barlang (Kadić 1930), Forrásvölgyi barlang (Kadić 1913) és Forrásvölgyi sziklaüreg (Kadić 1915) neveken is.

## Kutatástörténet
1912-ben Kadić Ottokár őslénytani próbaásatást végzett a barlangban, amelynek létezéséről Kühne Adolf értesítette, aki meg is mutatta Kadić Ottokárnak a barlangot, de a paleontológiai kutatás a nagy mennyiségű törmelék miatt eredménytelen volt. Azonban néhány régészeti lelet előkerült. Ekkor felmérte a nagy méretű üreget. Valószínűnek találta, hogy pleisztocén rétegek is vannak kitöltésében. Az 1925-ben megjelent Illyés Bertalan által írt könyvben az olvasható, hogy a Forrás-völgyben van egy kis sziklaodú, amelyben egy kis társaság eső esetén menedéket találhat.
A Barlangkutatás 1922–1925. évi évfolyamában publikált, Véghelyi Lajos által írt tanulmány szerint a bemosott hordalék mindig nehézzé teszi a barlangkitöltés vizsgálatát, mert a rétegek fosszíliatartalmának korhatározó értékét bizonytalanná teszi, de ennél a barlangnál ezt nem kell figyelembe venni, mivel a külső vízgyűjtőterület kicsi. 1931 nyarán ismét ásatást vezetett a barlangban Kadić Ottokár és ennek során sok újkőkorszaki cserépedény töredéket találtak, valamint az ásatás utolsó napján előkerült egy szürke kalcedonból készült, jól kidolgozott őskőkorszaki kaparó és egy barlangi medve ujjperc. Az ásatás nem volt egyszerű a nagy kőtömbök miatt, amelyeket csak szétrobbantásuk után lehetett eltávolítani a barlangi előtérből.
Az 1937-ben megjelent, A Bükk-hegység barlangjai című tanulmányban, amelyet Schőnviszky László írt az olvasható, hogy 25 méter hosszú és 15 méter széles, valamint öt kürtője van. 1939-ben Kerekes József vizsgálta a barlangot karsztmorfológiai szempontból. Az Országjárás 1942. évi évfolyamában meg lett említve, hogy a Bükk egyik nevezetes barlangja a hámori Forrás-völgy barlangja. 1951-ben régészeti oltalom alá helyezték a közelében található kisebb üregekkel együtt. Az 1962-ben megjelent A barlangok világa című könyv szerint bejárata után néhány méterre omlás akadályozza a továbbjutást. 1975-ben a Herman Ottó Karszt- és Barlangkutató Csoport 12 méterrel növelte meg hosszát a benne található kőtörmelék eltávolításával.
Az 1976-ban befejezett, Magyarország barlangleltára című kéziratban az olvasható, hogy a Forrás-völgyi-barlang, másik nevén Felső-forrási-barlang a Bükk hegységben, a miskolci Hámoron helyezkedik el. A Felső-forrás feletti sziklás hegyoldalban, 405 m tszf. és kb. 42 m relatív magasságban van a bejárata. A forrás feletti hegyoldal legnagyobb barlangja. Sziklafal aljában lévő lapos terem. A barlang 25 m hosszú és 4–5 m mély. Egyetlen pusztuló teremből áll, amelynek vége felszakadt a felszínre. Turisztikai hasznosítása van. Újkőkorszaki cserepek kerültek elő kitöltéséből. Omlásveszélyes. A kézirat barlangra vonatkozó része 2 irodalmi mű alapján lett írva.

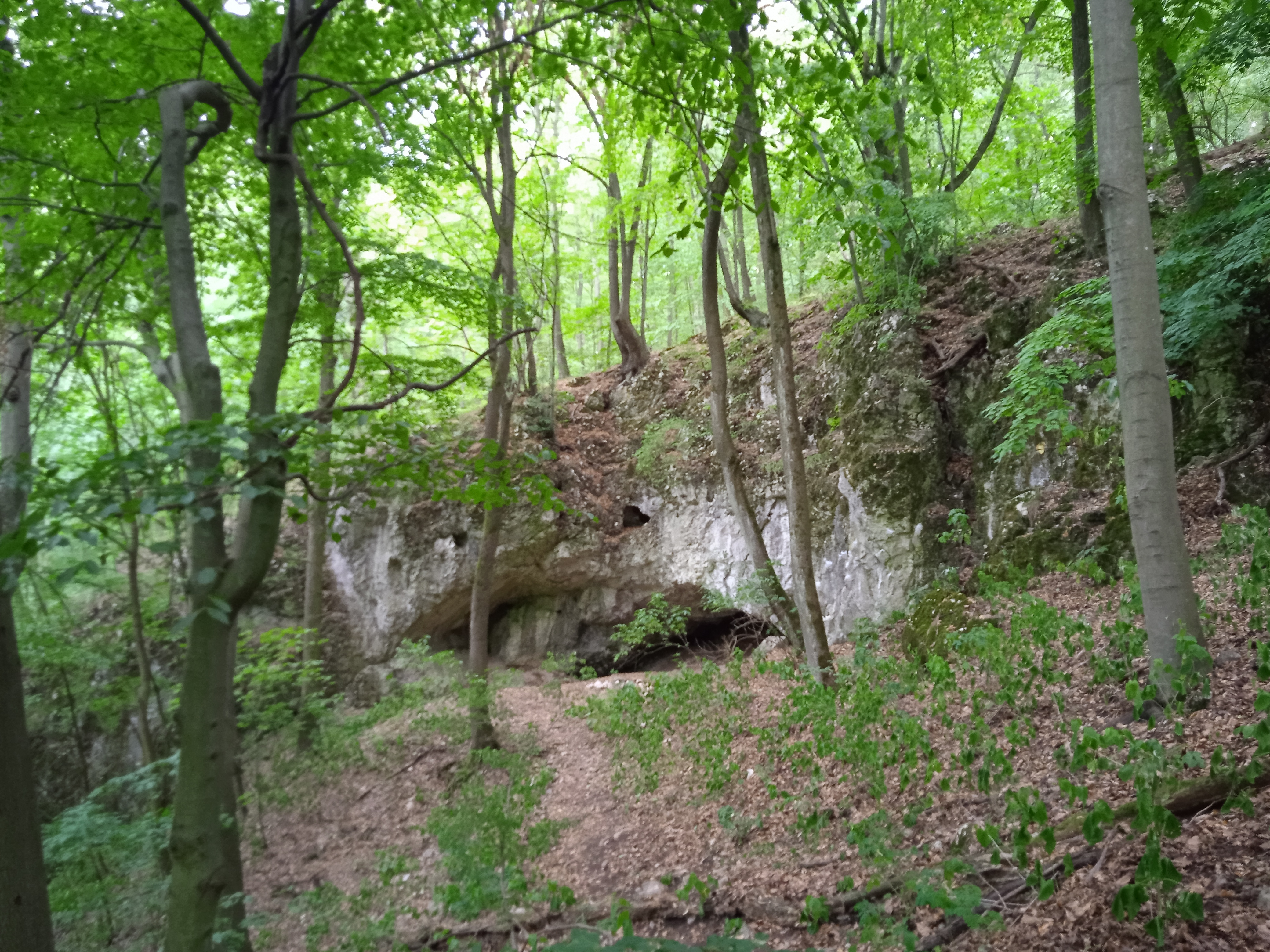
A Felső-forrási-barlang bejárata 2022-ben

1976-ban az MKBT Észak-magyarországi Területi Szervezetének tagjai klimatológiai vizsgálatokat végeztek benne, amelyek kiterjedtek a barlangi levegő hőmérsékletének, páratartalmának, légmozgásának és a környezet levegőjének hőmérséklet-mérésére. A Bertalan Károly és Schőnviszky László által összeállított, 1976-ban megjelent Magyar barlangtani bibliográfia barlangnévmutatójában meg van említve a Bükk hegységben lévő barlang Felső-forrási-barlang néven Forrás-völgyi-barlang névváltozattal. A barlangnévmutatóban fel van sorolva 13 irodalmi mű, amelyek foglalkoznak a barlanggal.
Az 1977. évi Karszt és Barlangban megjelent tanulmányban van egy Magyarország térkép, amelyen a Magyarországon lévő, biológiailag kutatott barlangok földrajzi elhelyezkedése figyelhető meg. A térképen látható a biológiailag feldolgozás alatt álló Felső-forrástöbri-barlang földrajzi elhelyezkedése. (A térkép szerint a barlang a Bükk hegységben és az Aggteleki-karszton is megtalálható.) A folyóirat 1977. évi különszámába bekerült a tanulmány angol nyelvű változata. Ebben a tanulmányban is közölve lett a térkép, amelyen Felső-forrástöbör Cave a barlang neve. Az 1977-ben kiadott, Bükk útikalauz című könyvben meg van említve, hogy a barlang terme 25 m hosszú és a barlangnak 5 kürtője van.
1979-ben vizsgálták meg a Borsodi Szénbányák Ig. SE Természetjáró Szakosztály Barlangkutató Szakcsoportjának tagjai és megállapították, hogy valószínűleg összefügg a Lilla-barlanggal. Az 1979-ben napvilágot látott, Barlangok a Bükkben című könyvben szó van arról, hogy a Felső-forrás feletti hegyoldalban 5 barlangüreg van, amelyek közül legjelentősebb a Felső-forrási-rombarlang. A barlang széles bejáratán át egy nagy terembe lehet jutni. Ennek a teteje 5 helyen szakadt fel a felszínre. Cserépedény-maradványok kerültek elő a barlang talajának legfelső rétegéből. A barlang felett található a Bronzika-barlang. A könyvhöz mellékelt, a Bükk hegység barlangokban leggazdagabb területét bemutató térképen látható a 6-os számmal jelölt Felső-forrási-barlang földrajzi elhelyezkedése.

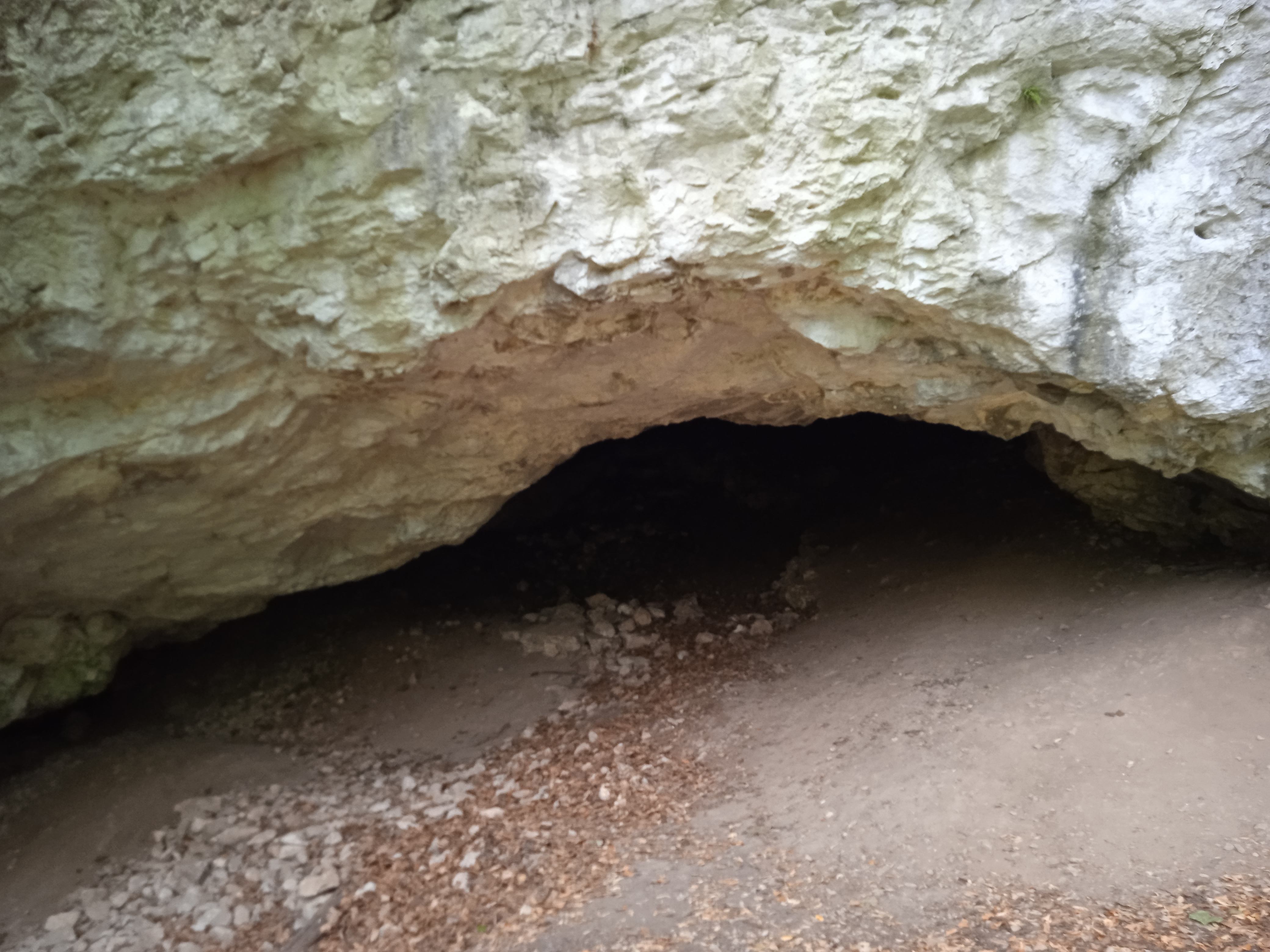
A Felső-forrási-barlang bejárata 2022-ben

Az 1984-ben kiadott, Magyarország barlangjai című könyvben van egy Magyarország térkép, amelyen a Magyarországon lévő, biológiailag kutatott barlangok földrajzi elhelyezkedése figyelhető meg. A térképen látható a biológiailag feldolgozás alatt álló Felső-forrási-barlang földrajzi elhelyezkedése. A kiadvány országos barlanglistájában szerepel a Bükk hegységben lévő barlang Felső-forrási-barlang néven Forrás-völgyi-barlang névváltozattal. A listához kapcsolódóan látható az Aggteleki-karszt és a Bükk hegység barlangjainak földrajzi elhelyezkedését bemutató, 1:500 000-es méretarányú térképen a barlang földrajzi elhelyezkedése. Az 1986-ban publikált és Hevesi Attila által írt tanulmány szerint a Felső-forrási-barlang és a végéből felszínre nyíló kürtőcsoport annak az átjárórendszernek maradványa, amelyen keresztül a Forrás-völgybe jutott a Kaszás-völgy vize a Kaszás-réti-visszafolyó kialakulása előtt.
1988. október 1-től a környezetvédelmi és vízgazdálkodási miniszter 7/1988. (X. 1.) KVM rendeletének (6. §. 2. pont, illetve 5. sz. melléklet) értelmében a Bükk hegységben lévő Felső-forrási barlang fokozottan védett barlang. Fokozottan védett barlang morfológiai értékei miatt lett. Az 1988. évi Karszt és Barlangban közölve lett, hogy a Bükk hegységben elhelyezkedő Felső-forrási-barlang bekerült Magyarország fokozottan védett barlangjai közé. Magyarországon a Felső-forrási-barlanggal együtt 108 barlang van fokozottan védve. 1999-ben Szabó Zoltán készítette el alaprajzi barlangtérképét. 2001. május 17-től a környezetvédelmi miniszter 13/2001. (V. 9.) KöM rendeletének értelmében a Bükk hegység területén lévő Felső-forrási-barlang fokozottan védett barlang. Egyidejűleg a fokozottan védett barlangok körének megállapításáról szóló 1/1982. (III. 15.) OKTH rendelkezés hatályát veszti. A 2003-ban kiadott, Magyarország fokozottan védett barlangjai című könyv szerint hossza 60 m, függőleges kiterjedése 15 m és vízszintes kiterjedése 34 m.

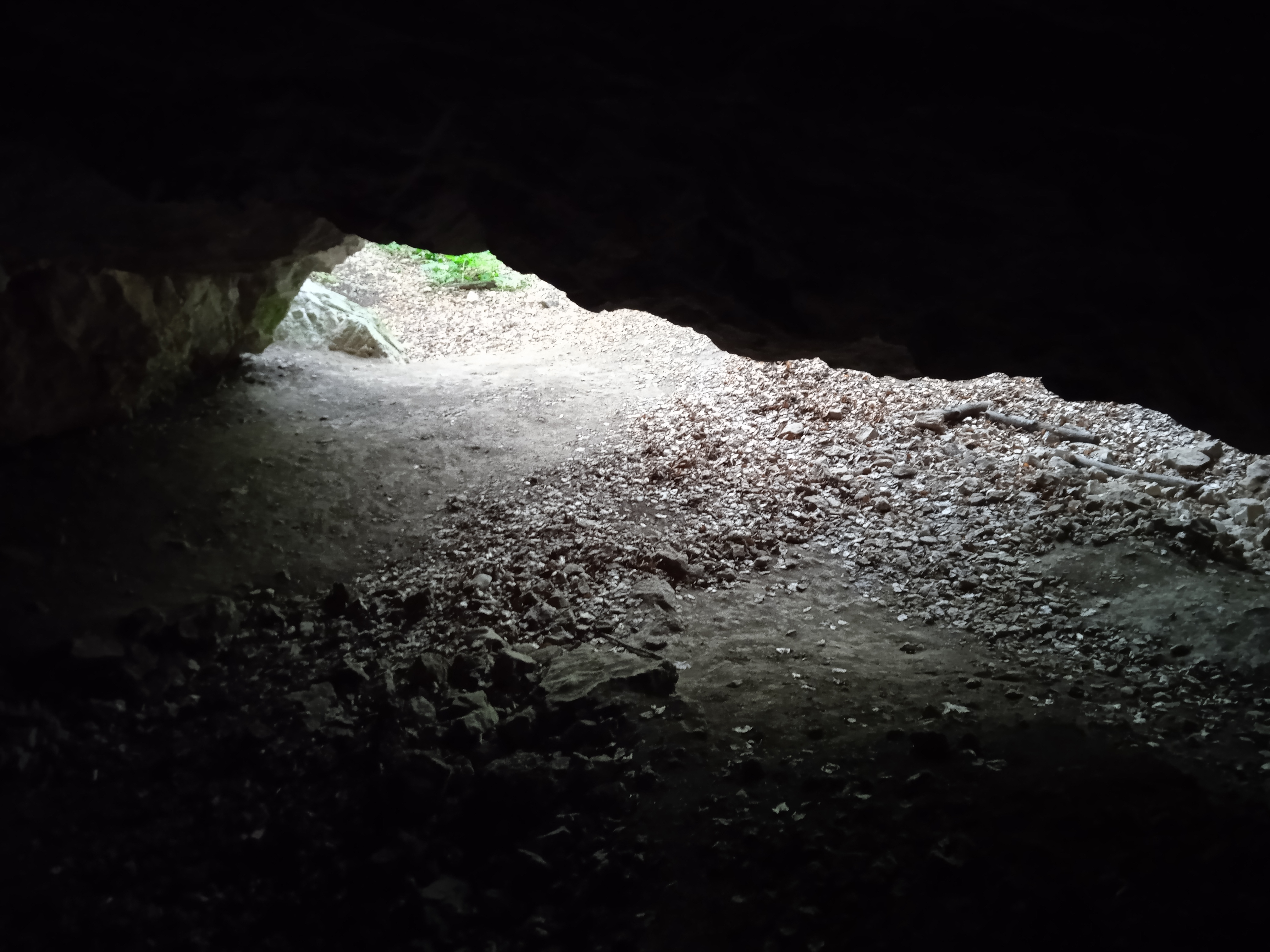
A Felső-forrási-barlang bejárati része

A 2005-ben megjelent, Magyar hegyisport és turista enciklopédia című kiadványban önálló szócikke van a barlangnak. A szócikk szerint a Felső-forrási-barlang 1988 óta fokozottan védett barlang. A Bükk hegységben lévő Forrás-völgy katlanában helyezkedik el. A Felső-forrás feletti sziklákban sok kis üreg, odú és fülke van, melyek régészeti védelem alatt állnak 1951-től. A nagy bejáratú, pusztuló forrásbarlang 60 m-nél hosszabb. Nyolc helyen nyílik a felszínre elágazó, jelentősen feltöltődött járata. Triász mészkőben jött létre. Kitöltésében bükki kultúrába tartozó cserépedényeket és barlangi medve csontmaradványokat találtak.
2005. szeptember 1-től a környezetvédelmi és vízügyi miniszter 23/2005. (VIII. 31.) KvVM rendelete szerint a Bükk hegységben lévő Felső-forrási-barlang fokozottan védett barlang. 2013. augusztus 12-től a belügyminiszter 43/2013. (VIII. 9.) BM rendelete szerint a Borsod-Abaúj-Zemplén megyei, miskolci, 5363-36 barlangkataszteri számú és 21291 lelőhely-azonosítójú Felső-forrási-barlang régészeti szempontból jelentős barlangnak minősül. A 2012–2014. évi Karszt és Barlangban közölve lett, hogy az idegenforgalmi célra hasznosított Felső-forrási-barlangot 2012-ben 36 fő, 2013-ban 32 fő, 2014-ben senki sem látogatta meg. 2015. november 3-tól a földművelésügyi miniszter 66/2015. (X. 26.) FM rendelete szerint a Felső-forrási-barlang (Bükk hegység) fokozottan védett barlang.

## További irodalom
- Dancza János: A Subalyuk ősembere I-II. Természetbarát, 1932. júl.–aug. 2–3. old., 1932. nov.–dec. 2–3. old.
- Erdey Gyula – Hubay József – Vigyázó János: Bükk. Budapest, 1932. Turistaság és Alpinizmus RT. 110. old.
- Erdey Gyula: Bükk útikalauz. Budapest, Sport, 1956. 32–33. old.
- Frisnyák Sándor: A Bükkfennsík kialakulása és mai felszíne. Borsodi Földrajzi Évkönyv, 1958. (1. köt.) 14–19. old.
- Jakucs László: A Bükk hegység még feltáratlan, ismeretlen barlangrendszerei. Földtani Közlöny, 1951. (81. évf.) 4–6. sz. 200. old.
- Kadić Ottokár: Jelentés az 1931. évben végzett barlangkutatásaimról. Kézirat a Magyar Állami Földtani Intézet Adattárban. 1932. máj. 25. 8 old.
- Kadić Ottokár: Ergebnisse der ungarischen Höhlenforschung im Jahre 1931. Mitteilungen über Höhlen- und Karstforschung. Berlin, 1934. 39–42. old.
- Kadić Ottokár: Résultats pour l’année 1931. de l’exploration des cavernes de la Hongrie. Spelunca. Párizs, 1934. (5. évf.) 207. old.
- Kadić Ottokár: Az 1930. és 1931. években végzett barlangkutatásaim eredményéről. A Magyar Királyi Földtani Intézet évi jelentései az 1929–1932. évekről. 1937. 534–535. old. (Német nyelven 537. old.)
- Kadić Ottokár: Hogyan kutatjuk a barlangokat? Búvár, 1940. (6. évf.) 347–352. old.
- Kerekes József: Hazánk periglaciális képződményei. Beszámoló a Magyar Királyi Földtani Intézet vitaüléseinek munkálatairól, 1941. (3. évf.) 4. füz. 95–149. old.
- Kessler Hubert – Megay Géza: Lillafüred barlangjai. (Harmadik, átdolgozott kiadás.) Miskolc, 1963.
- Lénárt László: Hidrogeológiai kirándulások a Bükkben. Tankönyvkiadó, Budapest, 1977. 251. old.